# Alexandre Postels
Alexandre Philippovitch Postels (en russe : Александр Филиппович Постельс), né le 24 août 1801 à Dorpat et mort le 28 juin 1871 à Vyborg, est un naturaliste, phycologue, minéralogiste et peintre naturaliste allemand de la Baltique, sujet de l'Empire russe.

## Biographie

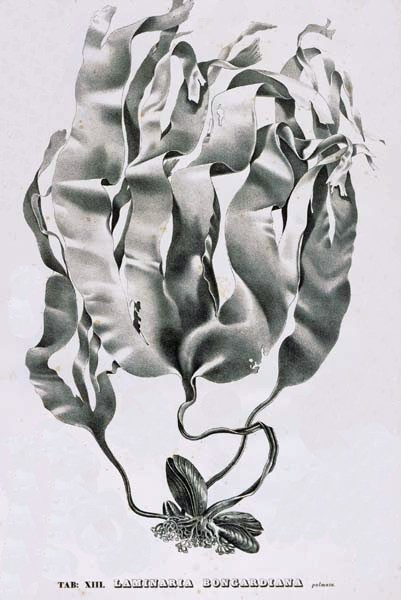
Laminaria bongardiana palmata (aujourd'hui Saccharina bongardiana dessinée par Postels (publiée en 1840)

Alexandre Postels étudie à l'université impériale de Saint-Pétersbourg, puis y enseigne la chimie inorganique. Le nouvel empereur Nicolas Ier ordonne en 1826 une expédition pour le compte de l'Académie impériale des sciences de Saint-Pétersbourg afin de « reconnaître et décrire les côtes du Kamtchatka, les terres des Tchouktches et des Koriaks, terres qui n'ont été décrites par personne et qui sont inconnues à l'exception du voyage du capitaine Béring, les côtes de la mer d'Okhotsk, les îles Chantar qui, bien que connues de Nous, n'ont pas été suffisamment décrites. »
Alexandre Postels est engagé dans l'équipe scientifique de l'expédition avec le botaniste Karl Heinrich Mertens et le baron von Kittlitz, zoologiste. L'expédition part de Kronstadt le 16 août 1826. La corvette Séniavine est commandée par le capitaine von Lütke. L'expédition part de Kronstadt, traverse la Manche et l'océan Atlantique, passe par le cap Horn le 27 février 1827, remonte par les côtes du Chili et remonte jusqu'à l'actuel Alaska (alors possession de l'Empire russe), puis atteint le Kamtchatka et Petropavlovsk à la mi-septembre. L'expédition explore ensuite les îles Carolines et les actuelles îles Bonin et retourne au Kamtchatka en mai. Pendant l'été, le Séniavine explore la baie d'Avatcha et le détroit de Béring, remontant jusqu'à l'Anadyr. Ensuite l'expédition redescend jusqu'à Manille et le cap de Bonne-Espérance pour rentrer en Europe. Elle arrive à Kronstadt le 16 septembre 1829.
Cette expédition est l'une des plus fructueuses de la première moitié du XIXe siècle puisqu'elle rapporte à Saint-Pétersbourg plus de quatre mille spécimens d'histoire naturelle dont plus d'un millier de nouvelles espèces animales, plus de 2 500 espèces de plantes et nombre d'algues et de roches. Environ 1 250 dessins sont produits au cours de ce voyage dont 104 espèces d'algues par Postels. de nombreuses contrées arctiques sont décrites, avec de nouvelles îles. Dans les mers du Sud, l'expédition explore les îles Carolines dont plusieurs sont découvertes et décrites pour la première fois.
À son retour dans la capitale impériale, Postels est nommé en 1831 professeur-assistant du département de minéralogie et de géologie de l'université.
Il est nommé membre honoraire de l'Académie impériale des sciences le 14 janvier 1866 et conservateur au musée minéralogique de l'Académie, plus tard il est nommé conservateur du cabinet ethnographique de l'Académie. Il enseigna les sciences naturelles aux nièces de l'empereur, les grandes-duchesses Marie et Catherine, ainsi qu'aux enfants du duc d'Oldenbourg.

## Hommages
- Le genre d'algues Postelsia a été baptisé de son nom par Franz Josef Ruprecht en 1852

## Quelques publications
- Illustrationes algarum in itinere circa orbem jussu Imperatoriis Nicolai I, Saint-Pétersbourg, 1840, réédité en 1963 à Weinheim par J. Cramer, 24 pages